# Tramwaje w George Town
Tramwaje w George Town − zlikwidowany system komunikacji tramwajowej w malezyjskim mieście George Town.

## Historia
Pierwsze tramwaje w George Town uruchomiono w 1880 i była to podmiejska linia obsługiwana przez tramwaje parowe. W 1898 uruchomiono tramwaje konne. Tramwaje elektryczne otwarto 1 stycznia 1906. Wkrótce sieć tramwajowa liczyła 17 km tras i 24 wagony. Ruch pasażerski zlikwidowano w 1936. W następnych latach po trasach tramwajowych prowadzono ruch towarowy. Ostatecznie tramwaje zlikwidowano w 1956. 